# دونكي كونغ جونيور
دونكي كونغ جونيور (بالإنجليزية: Donkey Kong Jr.)‏ ، هي لعبة فيديو من إنتاج شركة نينتندو اليابانية وشركة آتاري سنة 1982م.

## قصة اللعبة
جامب مان القريب ل (سوبر ماريو) تمكن في الجزء الأول من السلسلة لإنقاذ الأميرة بولين (Pauline)، فيقوم جامب مان بحبس دونكي كونغ كمكافئة، فيقوم ابن دونكي كونج (دونكي كونج جونيور) وهو بطل سلسلة (دونكي كونج كاونتري) بالقدوم لانقاذ ابيه، بينما يحاول جامب مان بان يقوم بايقاف الطفل عن طريق تماسيح كهربائية حتى لا يصل للمراحل المتقدمة، وبعد إنقاذ والده، سقط جامب مان على الأرض وتوفي والد ماريو.

## وصلات خارجية
- دونكي كونغ جونيور على موقع IMDb (الإنجليزية)

- Official Nintendo Wii Virtual Console Minisite (باليابانية)
- Official Nintendo 3DS eshop Minisite (باليابانية)
- Official Nintendo Wii U eshop Minisite (باليابانية)
- Official Nintendo Wii Minisite (بالإنجليزية)
- Official Nintendo 3DS Minisite (بالإنجليزية)
- Official Nintendo Wii U Minisite (بالإنجليزية)
- Donkey Kong Junior على موقع القائمة القاتلة لألعاب الفيديو
- دونكي كونغ جونيور على موبي غيمز
- Donkey Kong, Jr. Scoreboard at المجرات التوأم  [لغات أخرى]‏
- Donkey Kong Jr. guide في موقع ستراتيجي ويكي
- Donkey Kong Jr. at NinDB